# Tapas (Sanskrit)
Tapasya oder Tapas (Sanskrit,n., तपस्, tapas, Glut, Hitze) bedeutet Askese, Selbstbeherrschung, Konzentration.
Tapasya oder Tapas ist die Ausübung physischer und geistiger Strenge und Disziplin, um ein bestimmtes Ziel erreichen zu können. Der Ausdruck wird gewöhnlich in einem religiösen oder spirituellen Zusammenhang verwendet. Hierbei werden Wille und Energie konzentriert und genutzt, um Körper, Emotion und Verstand zu regulieren und zu wandeln.
In den Religionen des Hinduismus und Buddhismus, im Sikhismus und bei den Jainismus praktizieren die Mönche, Gurus und deren Schüler Tapasya als ein Mittel, ihre Hingabe zu Gott zu stärken und zu läutern oder dem Ziel einer spirituellen Befreiung nahezukommen. Tapasya auszuüben ist ein besonderes Kennzeichen aller in Indien entstandenen Religionen.
In der Bhagavad-Gita werden derer drei Formen der Askese und Selbstentbehrung unterschieden:
Direktheit, Arglosigkeit, körperliche Sauberkeit und sexuelle Reinheit sind die Strengen des Körpers.
Die Strenge der Rede zeigt sich, wenn gesprochen wird, ohne je bei jemand anderem Schmerzen dadurch zu verursachen, durch Wahrhaftigkeit, wenn stets mit gütigem und dienlichem Wort gesprochen wird und dieses unterstützt wird durch regelmäßiges Studium der (vedischen) Schriften.
Zeigt jemand Gelassenheit, Verständnis, übt er die Andacht gegenüber dem Atman und die Zurücknahme des Verstandes von den Sinnesobjekten und zeigt er Rechtschaffenheit seiner Motive, so zeigt er Strenge des Geistes.